# 駐瑞士臺北文化經濟代表團
駐瑞士臺北文化經濟代表團（法語：Délégation Culturelle et Économique de Taipei），亦稱駐瑞士代表處，是中華民國政府派駐瑞士聯邦的代表機構。
代表團負責推動臺灣與瑞士之間的雙邊關係，以及辦理護照、簽證、文件證明等领事相關業務，並提供僑民服務與旅外國人急難救助，功能等同邦交國的大使館。館務轄區為列支敦斯登。
瑞士政府派駐臺灣的代表機構則是瑞士商務辦事處（英語：Trade Office of Swiss Industries）。

## 歷史
1973年，中華民國經濟部國際貿易局於第1大城苏黎世設立遠東貿易服務中心駐瑞士辦事處。1992年1月1日，更名為臺北貿易辦事處。
1979年6月，中華民國外交部於第4大城洛桑設立具大使館功能的駐瑞士孫逸仙中心。1990年11月28日，更名為駐瑞士臺北文化經濟代表團。1994年7月28日，遷往聯邦政府所在地伯恩。
2007年10月1日，臺北貿易辦事處併入代表團成為經濟組。

## 外部連結
- 駐瑞士臺北文化經濟代表團的Instagram帳戶